# ジェフ・バックリィ

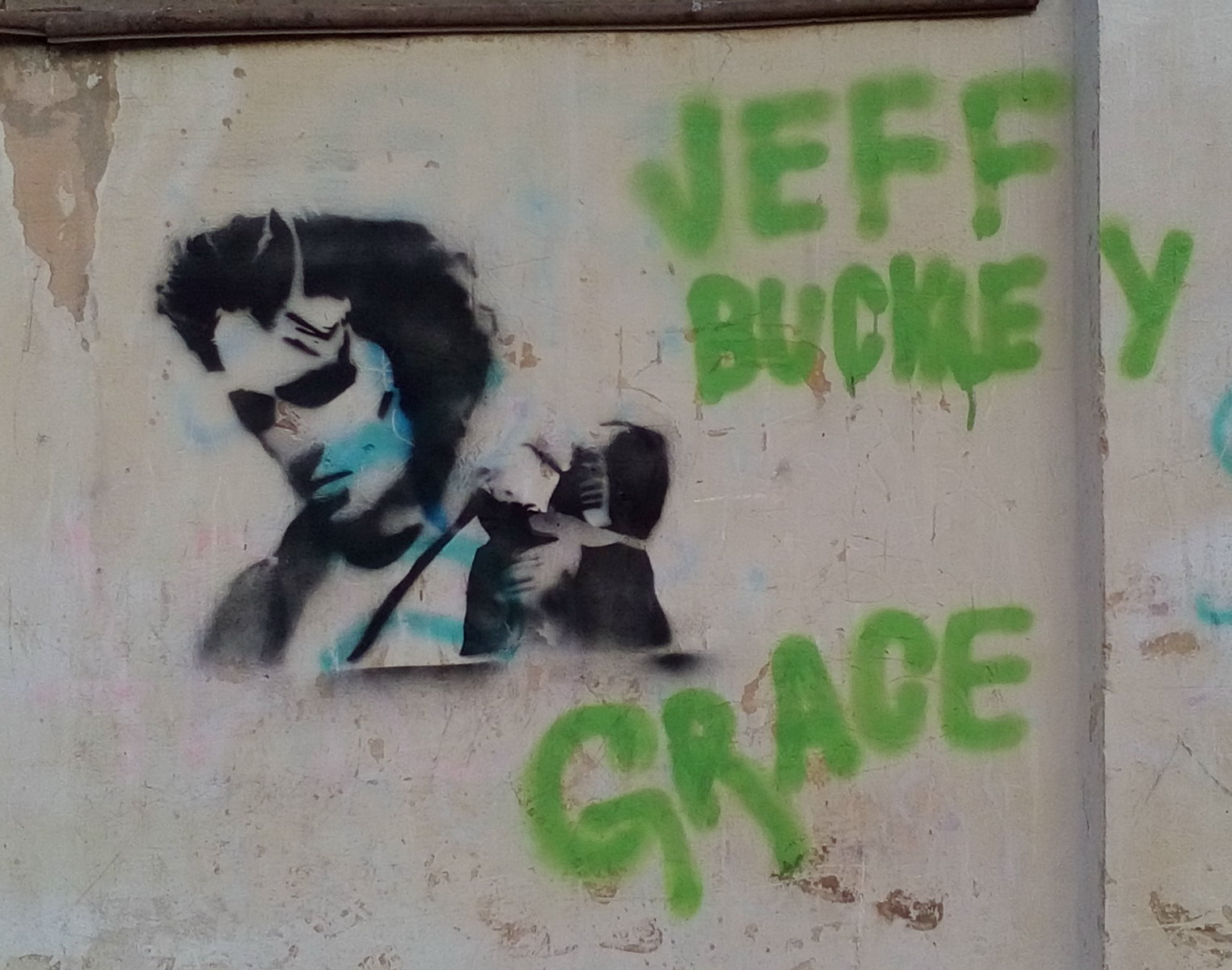
ジェフ・バックリィ

ジェフ・バックリィ（英語: Jeff Buckley, 1966年11月17日 - 1997年5月29日）は、アメリカ合衆国のシンガーソングライター。1994年に存命中唯一のアルバム『グレース』を発表したのち、30歳で急逝。
「ローリング・ストーンの選ぶ歴史上最も偉大な100人のシンガー」において第39位、「Q誌の選ぶ歴史上最も偉大な100人のシンガー」において第10位。

## 経歴
カリフォルニア州アナハイム出身。父は1960年代から1970年代にかけて活躍したシンガーソングライターのティム・バックリィ。母はマリー・グーバート。
ジェフリー・スコット・バックリィと名付けられたが、誕生時には両親は既に離婚しており、父とは8歳のころに一度会っただけであった。
のちに母がロン・ムーアヘッドと再婚し、スコッティ・ムーアヘッドとして育てられる。1975年に父親のティムがヘロインの過剰摂取で死去した後、バックリィ姓を継ぐことを決め、ミドルネームであった「スコット」から本来の「ジェフ」を名乗るようになり、「ジェフ・バックリィ」となった。
母がピアニスト兼チェリストであったため「音楽的には非常に恵まれた環境にあった」とバックリィは述懐している。初めて買ったアルバムはレッド・ツェッペリンの『フィジカル・グラフィティ』で、キッスなども幼少のころのお気に入りであった。高校に入るころには、プログレッシブ・ロックやジャズ、フュージョンを愛好する様になり、高校ではジャズバンドに所属していた。
高校卒業後、ハリウッドに移住し、音楽学校「ミュージシャンズ・インスティチュート」に入学して1年の課程を修了した。その後、ホテルで働きながら様々なバンドで活動した。
1990年にチャンスを求めてニューヨーク入りするも、思ったほどの機会は与えられず、その年のうちにロサンゼルスへと帰ってくる。帰省後、レコード会社に自分を直接売り込むため、父の元マネージャーに連絡を取り、『バビロン・ダンジョン・セッションズ』と名づけられた初めてのデモテープを制作したが、脚光を浴びることはなかった。
1991年、ニューヨークで行われた父・ティム・バックリィのトリビュート・コンサートに「ティム・バックリィの息子」として出演。クラブなどでライブ活動を展開し、徐々にその名を浸透させてゆく。
1992年にコロムビア・レコードと契約し、1993年12月に当時ライブ活動の拠点としていたニューヨークのイースト・ヴィレッジにあるクラブ「Sin-é」での弾き語り演奏を収録した4曲入りライブEP盤『Live at Sin-é』を発表。
1993年の夏からアルバムの製作を開始し、1994年9月に『グレース』を発表。当初の売れ行きはさほど芳しくはなかったが、ジミー・ペイジやロバート・プラント、エルトン・ジョンなど各界著名人から高評価を受け、その後押しを受けてセールスも伸びていった。1995年1月に日本公演を行う。

### 死後
1997年5月29日夜にミシシッピ川で泳いでいた際に溺死。享年30歳。当日、バックリィは友人とリブとビールの食事をした後、ドライブに出かけブーツを履いた状態で川に入りレッド・ツェッペリンの「胸いっぱいの愛を」を歌いながら泳いでいたが、同行者が目を離した瞬間に姿が消えた。地元警察らによって捜索活動が行われたが発見できず、5日後の6月4日に地元住民が遺体を発見した。溺れた当時は酒を飲んではいたが、ドラッグを使用した形跡や遺書等は無く、事故死であるとされている。
当時、セカンド・アルバムの製作中であった。親しい者に自分が双極性障害を患っていたことを洩らしていたことが後にわかり、自殺説も囁かれたが、普段のバックリィは物真似や冗談を言い、漫画のようなユーモラスなキャラクターになり切ることがあった。ブーツを履いたまま川に飛び込んで「胸いっぱいの愛を」を歌いながら泳ぐという突飛な行動も特別珍しいものではなかったという。
死後に製作途中であったアルバムの楽曲や未発表曲、ライブ音源などが発表され、2007年に『グレース』からシングルカットされた「ハレルヤ」が全英シングルチャートで2位を獲得した。
2012年、バックリィの人生を描いた映画"Greetings from Tim Buckley"が発表された。日本では『グッバイ・アンド・ハロー 父からの贈りもの』の題で2014年に上映された。

## 作品

### オリジナル・アルバム
- Live at Sin-é (Live at Sin-é)/1993年 オリジナル曲とカバー曲で構成されたライブEP盤
- グレース (Grace)/1994年

### 死後発表されたアルバム
- 素描 (Sketches for My Sweetheart the Drunk)/1998年
- 即興〜Mystery White Boy Tour〜 (Mystery White Boy)/2000年
- ライヴ・イン・フランス (Live at L'Olympia)/2001年
- ライヴ・アット"Sin-e"(Legacy Edition)　('Live at Sin-é" (Legacy Edition))/2003年 
  - 素描 (Sketches for My Sweetheart the Drunk)/1998年

## 日本公演
出典。

### 1995年
- 1月28日 東京・Space Lab Yellow
- 1月29日 東京・LIQUIDROOM
- 1月30日 東京・LIQUIDROOM
- 1月31日 東京・日本青年会館
- 2月2日 福岡・Skala Espacio
- 2月3日 大阪・心斎橋 CLUB QUATTRO
- 2月4日 名古屋・名古屋 CLUB QUATTRO